# I Love You Phillip Morris
I Love You, Phillip Morris (br O Golpista do Ano) é um filme de comédia dramática e humor ácido, de 2009, baseado nos eventos da vida real do vigarista e fugitivo de prisões múltiplas Steven Jay Russel, interpretado por Jim Carrey. O filme é uma adaptação do livro de 2003, Love You Phillip Morris: A True Story of Life, Love, and Prison Breaks, do escritor Steve McVicker.

## Enredo
A história começa com Russel (Jim Carrey) em seu leito de morte, relembrando os eventos de sua vida que o levaram até ali. Ele inicia na Praia de Virgínia, como um oficial de polícia bem sucedido que toca órgão na igreja, faz sexo toda a noite com sua esposa Debbie (Leslie Mann) e gasta suas horas vagas procurando por sua mãe biológica, que o abandonou quando ele era uma criança.
Após um violento acidente de carro, Russel deixa sua vida e sua família para trás para sair ao mundo, e ser o seu "eu verdadeiro", que é um homossexual. Ele se muda para Miami, encontra um namorado (Rodrigo Santoro) e começa a viver um luxuoso estilo de vida gay. Ele, no entanto, percebe rapidamente que uma vida de luxo é cara, tornando um engenhoso policial reformado em um vigarista. Mas quando seus golpes são descobertos, Russel é mandado para a prisão; onde ele conhece, e quase instantaneamente se apaixona por Phillip Morris (Ewan McGregor). À partir disso, começa uma história de amante desamparado que não pode suportar estar separado de sua alma gêmea. Ele ultrapassará qualquer limite para ficar com Phillip, incluindo, mas não limitando a sair da cadeia fingindo ser um doutor, após roubar um distintivo e pintar sua roupa, ordenando sua liberdade fingindo ser um juiz, personificando o advogado de Morris e fraudulentamente se tornando o Vice-presidente de uma corporação maior. Ele também simula sofrer de AIDS e forja registros para indicar que ele morreu disso.

## Elenco
- Jim Carrey .... Steven Russell
- Ewan McGregor .... Phillip Morris
- Leslie Mann .... Debbie
- Rodrigo Santoro .... Jimmy
- Antoni Corone .... Dan Lindholm
- Brennan Brown .... Larry Birkheim
- Michael Mandell .... Cleavon

## Produção
Após a dificuldade original de encontrar um distribuidor dos EUA, como demonstrar conteúdo homossexual explícito, o filme foi reeditado.  Em maio de 2009, foi anunciado pela Variety que a Consolidated Pictures Group adquiriu os direitos para a distribuição.

## Lançamento
O filme foi lançado na Europa e na Ilha Formosa entre fevereiro e abril de 2010. Entretanto um lançamento limitado no Estados Unidos foi inicialmente marcado para o dia 30 de abril de 2010, que foi depois foi indefinidamente adiado por suas distribuidoras, Consolidated Pictures Group. No dia 12 de Abril, a Variety anunciou que a distribuidora teve uma mudança, e O Golpista do Ano seria levado para cinemas limitados a partir do dia 30 de julho; até se expandir para todo o país em 6 de agosto.
Em 3 de junho, o filme foi adiado novamente por batalhas legais. A estreia do filme foi então marcada para 3 de dezembro, e ele só foi lançado após a Roadside Attractions e Lidell Entertainment adquirir os direitos de distribuição nos Estados Unidos.

## Recepção
Atualmente é classificado como "fresh", com uma avaliação de 81% do Rotten Tomatoes. Damon Wise do The Times deu ao filme 4/5 estrelas, e disse: "O Golpista do Ano é um extraordinário filme que serve como lembrete do quão bom Jim Carrey pode ser quando ele não está amarrado ao genérico de Hollywood. Seu timing cômico continua sendo excelente como sempre". Xan Brooks, do jornal The Guardian, também deu ao filme uma crítica positiva, descrevendo o filme como: "rápido, engraçado e bastante ousado. Um uísque de cafeína com um interior que é doce".